# Premier League Malti 1998-1999
L'edizione 1998-1999 della Premier League maltese è stata l'ottantaquattresima edizione della massima serie del campionato maltese di calcio. Il titolo è stato vinto dal Valletta per la terza volta consecutiva.

## Classifica
|    | Classifica       | G  | V  | N | P  | GF | GS | Dif | Pt |
| -- | ---------------- | -- | -- | - | -- | -- | -- | --- | -- |
| 1  | Valletta         | 27 | 23 | 1 | 3  | 71 | 23 | +48 | 70 |
| 2  | Birkirkara       | 27 | 21 | 5 | 1  | 69 | 20 | +49 | 68 |
| 3  | Sliema Wanderers | 27 | 14 | 5 | 8  | 54 | 32 | +22 | 47 |
| 4  | Hibernians       | 27 | 12 | 6 | 9  | 47 | 33 | +14 | 42 |
| 5  | Floriana         | 27 | 10 | 6 | 11 | 47 | 50 | -3  | 36 |
| 6  | Naxxar Lions     | 27 | 7  | 8 | 12 | 32 | 46 | -14 | 29 |
| 7  | Pietà Hotspurs   | 27 | 7  | 6 | 14 | 39 | 39 | 0   | 27 |
| 8  | Rabat Ajax       | 27 | 7  | 6 | 14 | 37 | 67 | -30 | 27 |
| 9  | St. Patrick FC   | 27 | 3  | 8 | 16 | 29 | 71 | -42 | 17 |
| 10 | Ħamrun Spartans  | 27 | 4  | 3 | 20 | 26 | 70 | -44 | 15 |

## Verdetti finali
- Valletta Campione di Malta 1998-1999
- St. Patrick e Ħamrun Spartans retrocesse.